# قمرالملوک وزیری
قمرخانم سید حسین‌خان (۱۲۸۴ – ۱۴ مرداد ۱۳۳۸) مشهور به قمرالملوک وزیری، خواننده آوازهای سنتی ایرانی و نیکوکار بود که در دورهٔ خود بسیار شهرت یافت. وی نخستین زنی بود که در ایران بدون حجاب روی صحنه رفت. مهم‌ترین عامل موفقیت شتابنده او نیاز زمانه به نو شدن و دگرگونی بود. وی در نوع‌دوستی و بخشش زیاده روی داشت، چنان‌که اواخر عمر خود را به تنگ‌دستی گذراند.
از او با عنوان «هزاردستان آواز ایران» یاد شده و یکی از پرآوازه‌ترین خوانندگان زن در آوازهای سنتی ایران دانسته می‌شود.

## زندگی

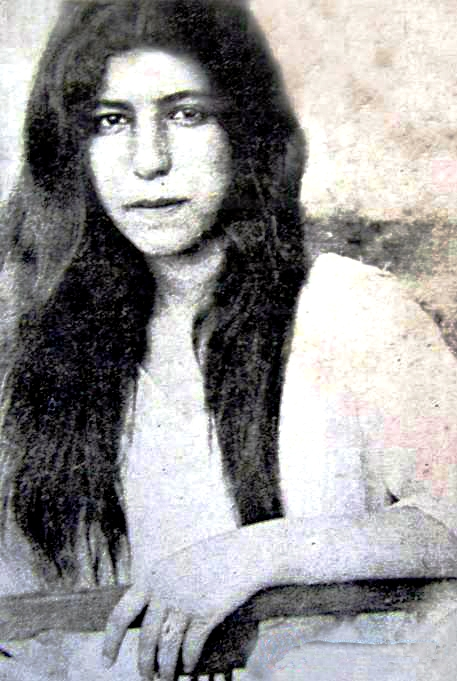
قمرالملوک در نوجوانی

قمرخانم سید حسین‌خان در ۱۲۸۴ در تاکستان به دنیا آمد. پدرش چهار ماه پیش از زادروز او درگذشت. او فقط هشت ماه نخست در کنار مادرش بود و سپس تحت سرپرستی مادربزرگش که روضه‌خوان زنانه حرم ناصرالدین‌شاه بود، قرار گرفت. در ۱۸ ماهگی، مادرش به‌دلیل ابتلا به حصبه درگذشت. قمر بعدها در رابطه با اوایل زندگی‌اش با مادربزرگش گفت: «مدیون تربیت اولیهٔ خودم هستم، چراکه همان پامنبری کردن‌ها به من جرئت خوانندگی داد.»

### فعالیت‌ها

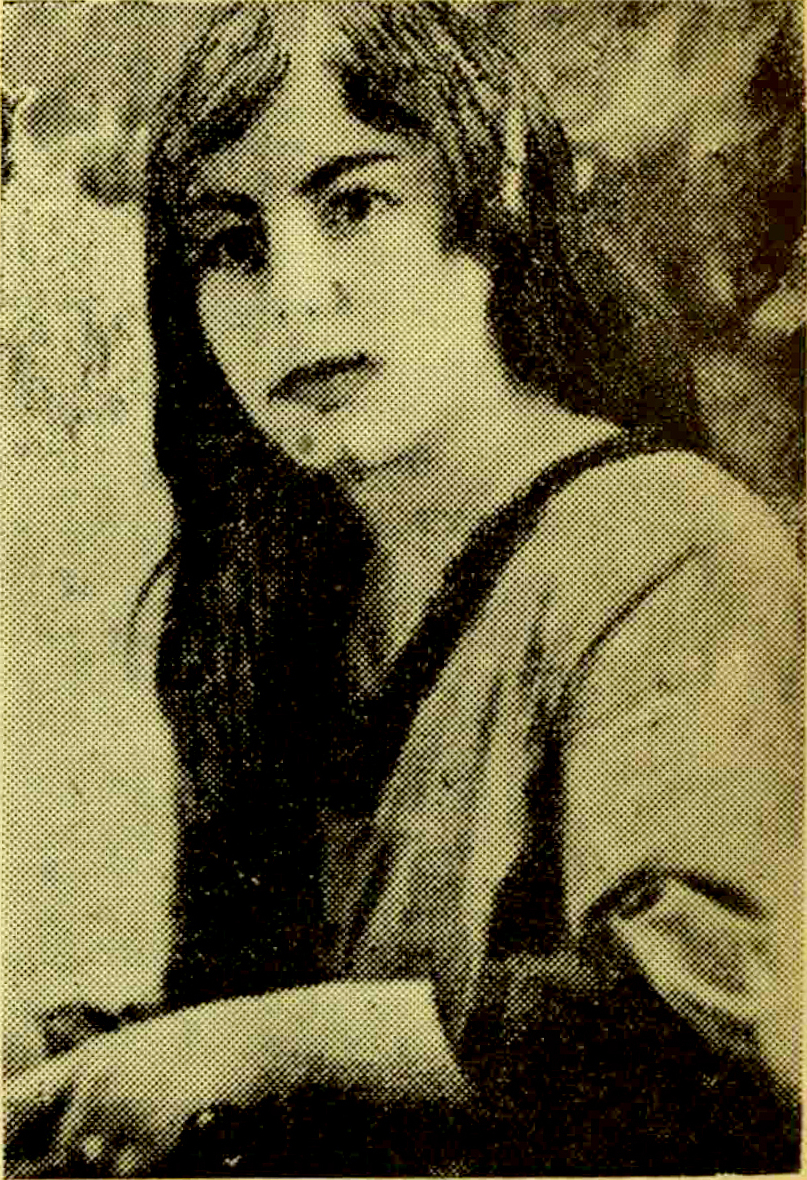
قمرالملوک وزیری در ۱۴ سالگی

در جوانی پس از آشنایی با مرتضی نی‌داوود با ردیف موسیقی ملی آشنا شد و راهش را برای کسب تجربیات از استادان دیگر هموار ساخت. کار پیش‌رفت قمر در مدتی کوتاه به آن‌جا رسید که کمپانی هیزمسترزویس به‌خاطر ضبط صدای او دستگاه صفحه‌پُرکُنی به تهران آورد. بعد از آن کمپانی پولیفون هم آمد. به گفته ساسان سپنتا و امیرجاهد ۲۰۰ صفحه از قمر ضبط شده است.
قمر نخستین کنسرت خود را در سال ۱۳۰۳ در گراند هتل برگزار کرد. روز بعد نظمیه از او تعهد گرفت که بی‌حجاب کنسرت ندهد، زیرا در آن زمان، زنان بی‌چادر را در خیابان‌ها دست‌گیر می‌کردند و به کلانتری‌ها و بازداشت‌گاه‌ها می‌بردند. اما این اتفاق باعث ریختن ترس زنان از خوانندگی و ورود خوانندگان دیگری چون ملوک ضرابی و روح‌انگیز شد.
قمر عواید کنسرت را به امور خیریه اختصاص می‌داد. وی در سفر خراسان در مشهد کنسرت داد و عواید آن را صرف آرامگاه فردوسی کرد. در همدان در سال ۱۳۱۰ کنسرت داد و ترانه‌هایی از عارف خواند. در سال ۱۳۰۸ به نفع شیر و خورشید سرخ کنسرت داد و عواید آن به بچه‌های یتیم اختصاص داده شد. گشایش رادیو ایران در سال ۱۳۱۹ صدای قمر را به عموم مردم رساند.
قمر در پانزده‌سالگی به ازدواج یک صاحب‌منصب درآمد و پس از یک ماه طلاق گرفت. بعدها که سی‌ساله بود (۱۳۱۴)، به عقد امین‌التجار درآمد که این ازدواج هم دوام نیافت.
سازمان ملل در سی و هفتمین نشست سالانه خود نام قمرالملوک وزیری و مهدی رجبیان را در پرونده سالانه خود ثبت کرد.

### روابط با سیاست‌مداران و هنرمندان

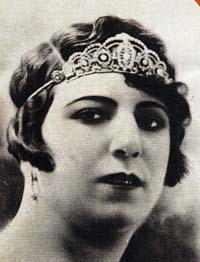
یکی از معروفترین عکس‌های قمرالملوک وزیری در جوانی است که نیم‌تاج طلا بر سر دارد.

او با دولت‌مردان رابطه‌ای محکم داشت و اگرچه اهل سیاست نبود، مراوداتش با دولت‌مردان از او هنرمندی آگاه به مسائل سیاسی پدیدآورده بود. شهرت قمر به جایی رسیده بود که او در مورد شرکت در مهمانی‌ها و جشن و سرورها خود تصمیم می‌گرفت و غالباً دعوت خانواده‌های تهی‌دست را بر پذیرش دعوت بزرگان ترجیح می‌داد و بارها جواهرات اهدایی بزرگان را پس فرستاد یا میان نیازمندان تقسیم کرد.
او در جریان برپایی جمهوری، صدای رسای خود را در اجرای مارش جمهوری عارف رها کرد و مورد تحسین روشن‌فکران قرار گرفت. مرغ سحر سروده ملک‌الشعرا بهار در صدر این ترانه‌هاست؛ ولی به‌محض آن که کشتیبان را سیاستی دگر آمد، رفتارشان با جمهوری‌خواهان عوض شد و عده زیادی گرفتار تعقیب و زندان شدند. شهرت قمر که آن هم آسان به دست نیامده بود او را از مکافات مصون نگاه داشت، ولی صفحات مارش جمهوری از بازار فروش بیرون ریخته شد و تا مدت‌ها هر جا صفحه مارش پیدا می‌شد برای صاحبش دردسر می‌آفرید.

با وجود رقابت با ملوک ضرابی و روح‌انگیز، دوستی بین آن‌ها وجود داشت. ملوک ضرابی دربارهٔ وی گفته است:
«قمر زیاد من و امثال من را جدی نمی‌گرفت. خود را بالاتر از ما می‌شمرد. البته بالاتر هم بود. میان ما بیشتر رفاقت بود تا رقابت».
بنان در وصف قمر الملوک گفته:
«قمرالملوک ام کلثوم ایران است.»
سپنتا نیز گفته است: 
«در بین خوش‌طنین‌ترین صداهایی که از آواز ایرانی شنیده‌ام صدای شفاف و درخشنده خواننده فقید قمرالملوک وزیری است، همچنین تنوع تحریرها و مهارت ایشان را در ادای صنایع و فنون به‌خصوص آواز ایرانی در کمتر کسی یافته‌ام، چه هنگام شنیدن، شور خاصی در شنونده آشنا ایجاد می‌کند. این خواننده بنا به استعداد طبیعی و ذوق خداداد از عوامل مهم تنفس صحیح و ایجاد رزنانس مطبوع در پرورش صدای گرم و پرگسترش خود استفاده کرده بود.»
در میان روشن‌فکران و قلم‌به‌دستان نیز اشعاری برای قمرالملوک سروده شده است و مقالاتی تحسین‌آمیز بر کنسرت‌های او نوشته‌اند. او نیز شعر شاعران نام یافته را در کنسرت‌های خود به کار می‌گرفت و برخی از اجراهای خود را به آنان تقدیم می‌کرد. عارف قزوینی، ایرج‌میرزا و تیمورتاش وزیر دربار، شیفته او شده بودند.
محمدحسین شهریار غزلی در مدح قمرالملوک وزیری سروده است:
| از کوری چشم فلک امشب قمر این‌جاست |  | آری قمر امشب به خدا تا سحر این‌جاست      |
| آری قمر آن قُمری خوش‌خوان طبیعت    |  | آن نغمه‌سرا بلبل باغ هنر این‌جاست         |
| ای عاشق روی قمر ای ایرج ناکام    |  | برخیز که باز آن بت بیدادگر این‌جاست      |
| ای‌کاش سحر ناید و خورشید نزاید    |  | کامشب قمر این‌جا، قمر این‌جا، قمر این‌جاست |

صدیق تعریف آلبوم ماه بانو را برای بزرگ‌داشت او خواند و منتشر کرد.

### درگذشت

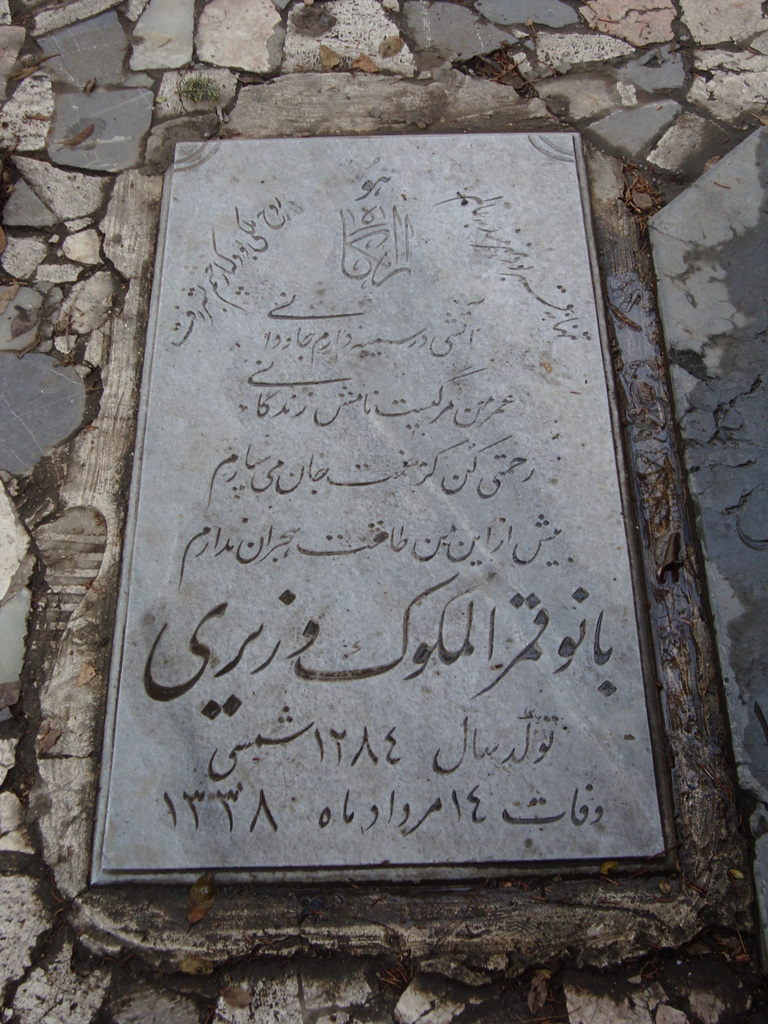
آرامگاه قمرالملوک وزیری در گورستان ظهیرالدوله

قمرالملوک وزیری در تاریخ ۱۴ مرداد ۱۳۳۸ در شمیران، بر اثر سکته مغزی درگذشت و در گورستان ظهیرالدوله به خاک سپرده شد. او در بخشی از وصیت نامهٔ خود نوشته است:
«... من مرده‌ام اما خاطرهٔ حیات هنری‌ام نمرده است. وقتی که تو، این درددل‌های مرا می‌خوانی، من زیر خروارها خاک سرد و سیاه خفته‌ام. دیگر از حنجرهٔ خشکم صوتی برنمی‌خیزد و دنیایم تاریک و خاموش است اما روحم عظمتش را از دست نداده و هنرم را بنده زور و زر و خیانت نکردم. مطمئنم کسی بعد از مرگم، از من بدگویی نمی‌کند. من هیچ ثروتی ندارم، اما دل‌های یتیمانی را دارم که به خاطر مرگم از غم مالامال می‌شوند. چشم‌هایی را دارم که در فقدانم اشک می‌ریزند. همان‌هایی که با پولم پرورش یافتند، شوهر کردند، داماد شدند و به جای اینکه جایشان در مراکز فساد و زندان باشد، انسان‌های خوشبختی هستند…»
نوشتهٔ روی سنگ قبر:
| تنها نه قمر بود هنرمند به عالم |  | روح مَلَکی بود که از چشم بشر رفت |
| آتشی در سینه دارم جاودانی      |  | عمر من مرگی‌ست نامش زندگانی     |
| رحمتی کن کز غمت جان می‌سپارم    |  | بیش از این من طاقت هجران ندارم |

بیت اول (تنها نه قمر بود) از عبدالله طالع همدانی است.
بیت دوم و سوم (آتشی در سینه…) از حسین پژمان بختیاری است که قمر شعر کامل آن را خوانده است.